# گابریل زوین
گابریل زوین (انگلیسی: Gabrielle Zevin؛ زادهٔ ۲۴ اکتبر ۱۹۷۷) فیلم‌نامه‌نویس، پدیدآور، رمان‌نویس، و نویسنده اهل ایالات متحده آمریکا است. اولین رمان او در قالب رئالیسم جادویی به عنوان در جایی دیگر به سال ۲۰۰۵ منتشر گردید.
او در فیلم گفتگو با زنان دیگر بازی کرده است.